# 존 포사이스 (정치인)
존 포사이스(John Forsyth, 1780년 10월 22일 ~ 1841년 10월 21일)는 미국의 정치인으로 앤드루 잭슨 및 마틴 밴 뷰런 행정부 아래 제31대 국무 장관 (1834년 ~ 1841년)을 지냈다. 조지아주의 역사상 가장 성취적인 정치인들 중의 하나였던 포사이스는 30년 이상 지속된 정치 경력을 이끌었다.

## 어린 시절
버지니아주 프레더릭스버그에서 로버트 포사이스와 패니 존스턴 휴스턴에게 태어난 포사이스는 1799년 졸업 후에 오늘날 프린스턴 대학교인 뉴저지 대학교에서 수학하기 전에 조지아주 윌키스군에 있는 스프링거 아카데미에 참석하였다.
대학 졸업 후, 포사이스는 오거스타로 이주하여 법률을 수학하고 1802년 법정으로 수용되었다. 동년에 그는 조지아 대학교의 초대 총장 조시아 미그스의 딸 클라라에게 결혼하였으며 부부는 6명의 딸과 2명의 아들을 키웠다. 포사이스는 오거스타에서 존 Y. 노얼과 함께 자신의 법률 실행을 시작하였고, 뛰어난 변호사로서 명성을 얻었다. 1808년 그는 조지아주의 지방 검사로 선출되어 자신의 정치 경력을 발포하였다.

## 정치 경력
1813년 포사이스는 민주공화당 소속으로 제13차 미국 의회로 선출되었다. 그는 지출위원회의 의장을 맡았고, 자신이 조지 트루프의 미국 상원 의석을 채우는 데 선출되었을 때 1818년 11월까지 미국 하원에 남아있었다.
포사이스는 단 2개월 동안 상원에 머물렀다. 1819년 2월 17일 그는 스페인 주재 미국 공사로 임명되어 1823년까지 직위를 보유하였다. 그 역할에서 포사이스는 스페인으로부터 플로리다를 병합한 조약을 협상하면서 공로를 인정받았다.
1823년 3월 4일 그는 다시 하원으로 선출되어 외교 위원회의 의장을 맡았다. 1827년 그는 주지사로서 2년 기간을 지내는 데 조지아주로 돌아와 자신의 재직 동안 체로키족의 국가에 주의 법률을 확장하였다.
1829년 존 맥퍼슨 배리언 상원의 사임 후, 포사이스는 잭슨 민주당원으로서 상원으로 재선되었다. 그는 3년 후에 조지아주의 이웃하는 주가 연방 관세 무효를 선언하겠다고 위협하였을 때 사우스캐롤라이나주가 국회의 법령을 따르지 않은 것에 자신이 과장된 것을 찾아냈다. 밀레지빌에서 열린 조지아주의 1832년 반관세 협약에서 연방 당국이 주들의 것을 대체하였다는 것을 믿은 포사이스는 항의에서 123명 혹은 124명의 사절단을 회의의 외부로 지도하였다. 회의가 관세를 반대하였으나 무효로 한 결의를 통과시키면서 그의 활동은 성공적이었다. 내전의 가능성에 위협을 느낀 포사이스는 그러고나서 1833년 무력 법안을 위하여 투표하여 앤드루 잭슨 대통령에게 의회의 결의를 집행하는 데 육해군을 이용하는 권한을 주었다. 메이컨에서 어떤 조지아주의 주민들은 인형으로 포사이스를 불태웠다.
하지만 잭슨 대통령은 그를 국무 장관으로 임명하여 포사이스에게 보상하였다. 포사이스는 1961년 딘 러스크가 그 직위로 될 때까지 그 직무를 보휴하는 데 단 하나의 조지아주 출신이었다. 마틴 밴 뷰런 대통령이 자신을 재임시켰을 때 그는 지속적으로 국무 장관을 지냈다. 포사이스의 많은 성취들 중에는 나폴레옹 전쟁이 일어난 동안 미국의 해운업에 급습들로 프랑스 정부로부터 6년 동안 5백만 달러를 지불하는 데 합의로 정한 것이었다.

## 사망과 유산
상원으로 복귀를 주의 깊게 본 포사이스는 1841년 10월 21일 61세 생일을 하루 앞둔채 워싱턴 D. C.에서 갑작스럽게 발열에 걸려 사망하였다. 그는 의원 묘지에 안장되었고, 조지아주의 포사이스군과 포사이스시 등은 그의 이름을 땄다.

## 역대 선거 결과
| 선거명        | 직책명                       | 대수 | 정당       | 득표율   | 득표수   | 결과 | 당락                   |
| ------------- | ---------------------------- | ---- | ---------- | -------- | -------- | ---- | ---------------------- |
| 1810년 선거   | 하원의원 (조지아 광역선거구) | 12대 | 민주공화당 | 9.11%    | 6,629표  | 6위  | 낙선                   |
| 1812년 재선거 | 하원의원 (조지아 광역선거구) | 12대 | 민주공화당 | 38.24%   | 5,344표  | 2위  | 낙선                   |
| 1812년 선거   | 하원의원 (조지아 광역선거구) | 13대 | 민주공화당 | 13.98%   | 9,185표  | 6위  | 조지아주 하원의원 당선 |
| 1814년 선거   | 하원의원 (조지아 광역선거구) | 14대 | 민주공화당 | 15.68%   | 16,389표 | 2위  | 조지아주 하원의원 당선 |
| 1816년 선거   | 하원의원 (조지아 광역선거구) | 15대 | 민주공화당 | 7.91%    | 7,978표  | 6위  | 조지아주 하원의원 당선 |
| 1818년 선거   | 하원의원 (조지아 광역선거구) | 16대 | 민주공화당 | 16.39%   | 7,356표  | 1위  | 조지아주 하원의원 당선 |
| 1818년 선거   | 상원의원 (조지아 제2부)      | 15대 | 민주공화당 | 68.80%   | 86표     | 1위  | 조지아주 상원의원 당선 |
| 1818년 선거   | 상원의원 (조지아 제3부)      | 16대 | 민주공화당 | 42.40%   | 53표     | 2위  | 낙선                   |
| 1822년 선거   | 하원의원 (조지아 광역선거구) | 18대 | 민주공화당 | 13.53%   | 18,350표 | 1위  | 조지아주 하원의원 당선 |
| 1824년 선거   | 하원의원 (조지아 광역선거구) | 19대 | 민주공화당 | 14.63%   | 10,219표 | 2위  | 조지아주 하원의원 당선 |
| 1826년 선거   | 하원의원 (조지아 제2선거구)  | 20대 | 민주공화당 | 100.00%  | 2,717표  | 1위  | 조지아주 하원의원 당선 |
| 1827년 선거   | 조지아 주지사                | 33대 | 민주공화당 | 70.09%   | 22,774표 | 1위  | 조지아 주지사 당선     |
| 1829년 선거   | 상원의원 (조지아 제3부)      | 21대 | 민주당     | 단독후보 | 무투표   | 1위  | 조지아주 상원의원 당선 |
| 1830년 선거   | 상원의원 (조지아 제3부)      | 22대 | 민주당     | 단독후보 | 무투표   | 1위  | 조지아주 상원의원 당선 |